# Norma jurídica
Una norma jurídica  es una prescripción dirigida al orden del comportamiento humano, prescrita por una autoridad cuyo incumplimiento puede llevar a una sanción generalmente, impone deberes y derechos.
Existen varias definiciones de la norma jurídica, para introducirnos a su estudio, preferimos una de carácter lógico-jurídico y, en este sentido, diremos que la norma jurídica es un mandato de que cierto supuesto debe seguir lógico-jurídicamente una consecuencia, estando respaldado por la fuerza del Estado para caso de su eventual incumplimiento.
La norma jurídica toma esta forma:
- S→C

si S, entonces C. 
La norma jurídica tiene tres elementos que conforman su estructura interna: el supuesto(S) que es aquella hipótesis que de ocurrir desencadenara una consecuencia (C) que es nada más que el efecto atribuido por el derecho de la verificación del supuesto en la realidad.

## Distinción de otras reglas
Se diferencia de otras normas de conducta en su carácter heterónomo (impuesto por otro), bilateral (frente al sujeto obligado a cumplir la norma, existe otro facultado para exigir su cumplimiento), coercible (exigible por medio de sanciones dada la posibilidad legítima de recurrir al uso de la fuerza socialmente organizada en caso de su incumplimiento) y externo (importa el cumplimiento de la norma, no el estar convencido de la misma). 
Las normas jurídicas pueden diferenciarse de las reglas del Derecho, porque las primeras tienen intención prescriptiva, mientras que las reglas tienen carácter descriptivo. Además, el término está muy relacionado con el de Derecho. A este último concepto pueden atribuírsele diferentes sentidos, siendo uno de los más recurrentes el de ordenamiento o sistema de normas jurídicas.
La relación entre ordenamiento jurídico y norma es la que existe entre el todo y una parte. Es de carácter cuantitativo. El ordenamiento jurídico está formado por el conjunto de las normas jurídicas. Es común que se confunda el concepto de norma jurídica con el de ley o legislación; sin embargo, la ley es un tipo de norma jurídica, pero no todas las normas son leyes, dado que también son normas jurídicas los reglamentos, órdenes ministeriales, decretos y, en general, cualquier acto administrativo que genere obligaciones o derechos. También son normas jurídicas las que emanan de actos y contratos celebrados entre particulares o entre estos y organismos públicos cuando actúan como particulares, sujetándose a las prescripciones de Derecho privado.

## Funciones

### Función motivadora
La norma procura que no se quebranten las condiciones y normas de 
convivencia y, en especial, que no se dañen bienes jurídicos. Despliega sus efectos ex ante. Por ello, la sanción atiende a la prevención general.

## Clasificaciones

### Clasificación en función de la voluntad del individuo
- Normas imperativas: Obligan independientemente de la voluntad del individuo.
- Normas dispositivas: Obligan cuando no existe una voluntad expresa en contrario del individuo. También puede considerarse como dispositiva la norma interpretativa, es decir, aquella que va encaminada a determinar e interpretar la voluntad de las partes.

### Clasificación hartiana
Hart señalaba que lo que diferencia al Derecho de otros sistemas normativos es que está formado por otros sistemas de normas: primarias y secundarias.
- Normas primarias: son las normas de conducta, las normas de comportamiento y que califican algo como prohibido, permitido y obligatorio. Dichas normas imponen deberes y crean obligaciones, mientras que las secundarias pueden ser públicas o privadas.

- Normas secundarias: son las normas que no tienen por objeto crear obligaciones, sino más bien atribuir poderes o facultades. Las normas secundarias se introducen para remediar los defectos que padece o que tiene un sistema de derecho en el cual haya normas primarias solamente. Estos defectos serían: primero, la falta de certeza, que se remedia por las normas de reconocimiento; segundo, la inmovilidad, que se subsana mediante la norma de cambio; tercero, la ineficacia, que se pretende superar mediante las normas de adjudicación.

- Normas de cambio: son aquellas normas que nos indican cómo pueden derogarse total o parcialmente las normas del ordenamiento jurídico. Nos dicen también cómo es posible modificarlas y cómo introducir nuevas normas. Son las llamadas «normas sobre la producción de normas», porque determinan quién puede llevar a cabo estos cambios.

La norma jurídica apenas mereció atención en la literatura y la jurisprudencia peruana. La excepción es el Tribunal Constitucional, que sí enfrenta este tema teórico y de intensa aplicación práctica dentro de sus resoluciones. Los siguientes son comentarios a sus aportes sobre los temas de vigencia y validez de las normas jurídicas, acompañados de un intento de sistematización de las ideas, necesariamente dispersas por la naturaleza jurisprudencial de su producción. En este trabajo sólo tratamos de normas generales, no de normas particulares. La diferencia entre ambas es  formal y de contenido.

### Otras clasificaciones
1. Según si pueden o no ser sustituidas o modificadas por los sujetos de la relación
  1. Normas de orden público, de ius cogens o necesarias: Los sujetos, en sus relaciones, deben ceñirse a ellas, ineludiblemente, no pudiendo modificarlas por otras de su creación. Esto se debe al hecho de que manifiestan un preponderante interés colectivo.
  2. Normas de orden privado: Son aquellas que las partes, en sus relaciones, pueden modificar o sustituir enteramente por otras elaboradas por ellas mismas, pues envuelven interés exclusivamente para los sujetos de la relación. Rigen en silencio de las partes, son supletorias de su voluntad.
2. Según el interés preponderante que tutelan, los sujetos de las relaciones y la calidad en que ellos actúan
  1. Normas de derecho público.
  2. Normas de derecho privado.
3. Según sean dictadas para una totalidad o determinada clase de personas, cosas o relaciones jurídicas
  1. Normas de derecho común: Son las dictadas para la totalidad de las personas, cosas o relaciones jurídicas, por ejemplo, el derecho civil.
  2. Normas de derecho especial: Son dictadas para una determinada clase de personas, cosas o relaciones jurídicas, en razón de ofrecer peculiaridades que exigen apartarla de la disciplina general de las normas comunes, como el derecho comercial. Entonces, las normas de derecho común se aplican supletoriamente con respecto a las de derecho especial, pero a la inversa, los vacíos legales comunes no pueden ser llenados con las normas de derecho especial. Es así como las normas generales del derecho civil suplen los preceptos de las demás ramas del derecho privado cuando ellas no existen, es decir, cuando existen vacíos legales.
4. Según el mandato que contengan las normas
  1. Normas imperativas: Ordenan o mandan expresamente alguna cosa o imponen la observancia de ciertos requisitos para realizar el acto o definen ciertas materias.
  2. Normas prohibitivas: Impiden o niegan la posibilidad de hacer algo.
  3. Normas permisivas: Toleran alguna cosa, reconocen o declaran un derecho.
5. Según su función
  1. Normas supletorias o integradoras: Suplen los vacíos del contenido de las declaraciones de la voluntad de las partes o autores de un acto jurídico.
  2. Normas interpretativas o explicativas: Sirven de reglas para la interpretación de las normas jurídicas o de los actos jurídicos.
6. Según el tiempo de duración de las normas
  1. Normas permanentes: No tienen predeterminada su vigencia, porque se establecen para llenar necesidades permanentes y, por ende, rigen hasta que otra norma posterior no las prive de vigencia mediante la derogación.
  2. Normas transitorias: Son las que tienen duración puramente temporal, ya sea para satisfacer una necesidad circunstancial o para facilitar el paso de la antigua legislación a la nueva.
7. Según la aplicación de principios
  1. Normas regulares o normales: Son las que aplican de un modo u otro los principios generales de una rama del derecho o de una institución jurídica.
  2. Normas excepcionales o singulares: Se aplican a casos que obedecen a principios antitéticos de los generales del ordenamiento jurídico. Son las que se inspiran en principios contrapuestos a aquellos, respecto de los cuales constituyen excepciones. Encuentran su explicación o razón de ser en la necesidad de proteger los intereses de una de las partes, de los terceros o de posibilitar la constitución de una relación jurídica o el ejercicio de un derecho que, ajustándose a las normas regulares o no, sería dable alcanzar o sería muy difícil.
8. Según disciplinen de forma directa o indirecta
  1. Normas reguladoras o referidas: regulan en forma directa una relación jurídica.
  2. Normas de aplicación, reenvío o referenciales: Son las que, para los casos que ellas contemplan, no establecen regulación, sino que disponen que esta ha de ser la que para casos distintos contemplan otras normas.
9. Según su alcance
  1. Normas de derecho general o común: Son las que rigen en todo el territorio.
  2. Normas de derecho particular o local: Son las que imperan solo en una parte determinada del territorio nacional.
10. Según la sanción
  1. Normas perfectas: Son las dotadas de una sanción idónea.
  2. Normas imperfectas: Son las desprovistas de toda sanción.
  3. Normas menos que perfectas: Si bien se hallan dotadas de una sanción, esta no es adecuada.
11. Según su ámbito de aplicación
  1. Normas rígidas o de derecho estricto: Son las que solo pueden aplicarse a los supuestos que contemplan y no a otros por análogos o parecidos que fueran.
  2. Normas elásticas o de derecho flexible: Son aquellas cuya aplicación puede extenderse a otros casos o supuestos por ellas contemplados, parecidos o análogos porque responden al espíritu de la norma y nada se opone a su aplicación extensiva o analógica, a ambas o, al menos, a la primera.
12. Según sus características
  1. Normas sustantivas o materiales: Son las que tienen una finalidad propia y subsistente por sí, fijando la regla de conducta y las facultades y deberes de cada cual (por ejemplo, las normas de derecho civil).
  2. Normas adjetivas o formales: Son las que poseen una existencia dependiente y subordinada, pues solo tienden a facilitar los medios para que se cumpla la regla establecida, garantizando el respeto a las facultades y deberes atribuidos por las normas sustantivas (por ejemplo, las normas de derecho procesal).

## Naturaleza Jurídica
La norma jurídica tiene una doble naturaleza; es un mandato del Estado, directo o indirecto, de hacer o de no hacer, y además un juicio de conducta, una relación determinada entre dos o más ideas. Tal juicio es condicional o hipotético, porque la afirmación o negación que implica está subordinada a una condición o hipótesis.